# Ото II (Бентхайм-Текленбург)
Вижте пояснителната страница за други личности с името Ото II.
Ото II фон Бентхайм-Текленбург (на нидерландски: Otto II van Bentheim; на немски: Otto II fon Bentheim-Tecklenburg; * 1205; † сл. 1279), от род Герулфинги (Дом Холандия) е от 1248 до 1279 г. граф на Бентхайм (Ото IV) и бургграф на Утрехт. От 1263/1264 до 1279 г. също е граф на Текленбург като Ото II (Ото III).

## Биография
Той е син на граф Балдуин фон Бентхайм Смели (1190 – 1248) и съпругата му Юта.
През 1247 г. умира Хайнрих фон Текленбург (1217 – 1247), синът на тъста му, и Хайлвиг, съпругата на Ото, заедно с нейната сестра Елизабет (1222 – 1268), става наследничка на Графство Текленбург. Той помага в управлението на тъста си Ото I фон Текленбург и след смъртта му става също граф на Текленбург и фогт на манастир Метелен. В началото той управлява заедно със зет си Хайнрих IV фон Олденбург († 1271), по-късно те разделят собственостите.
Ото поправя манастири и основава манастир Шаде. Ото предава управлението на Текленбург на сина си Ото, а Бентхайм на сина си Егберт. Последните си години той живее като рицар на Тевтонския орден в Утрехт и прави дарения.

## Фамилия
Първи брак: пр. 1246 г. за Хайлвиг фон Текленбург (1219 – 1264), дъщеря на граф Ото I фон Текленбург (1185 – 1263). Те имат децата:
- Ото III († 1285), граф на Текленбург
- Екберт I († 1307), граф на Бентхайм
- Гертруд, от 1287 г. абатиса на манастир Метелен

Втори брак: с Юта и има с нея една дъщеря:
- Юта, омъжена за Христиан III фон Олденбург